# Nusalala marini
Nusalala marini är en insektsart som beskrevs av Monserrat 2000. Nusalala marini ingår i släktet Nusalala och familjen florsländor. Inga underarter finns listade i Catalogue of Life.